# مريم طوقان
مريم وسم جبور طوقان (ولدت في قرية اعبلين عام 1982)، هي مغنية ومحامية فلسطينية وناشطة في مجال السلام. منذ صغرها تأثرت بالفن وبكبار الفنانين المحليين والدوليين مثل ماجدة الرومي، فيروز، ليلى مراد وفريد الأطرش. وقد قدمت مريم في العديد من العروض الغنائية على أبرز المسارح داخل البلاد وخارجها.

## النشأة والتعليم
ولدت في بلدة اعبلين في الجليل في السادس من تموز 1982، تخرجت من مدرسة مار الياس الثانوية في قريتها اعبلين عام 2000، وحصلت على درجة البكالوريوس في الحقوق من جامعة حيفا، وبعدها تلقت شهادة ورخصة مزاولة المحاماة، وتخصصت بموضوع الأضرار وحقوق الإنسان، أنهت بنجاح أيضا خلال دراستها للحقوق دورات متعددة في كلية الموسيقى في الجامعة، وكانت عضو في الجوقة العربية للجامعة بقيادة د. تيسير حداد.

## مسيرتها الفنيّة
بدأت الغناء في سن الرابعة، والتحقت في الجوقة المدرسية ثم الجوقة الكنيسية التي أدت فيها الترانيم البيزنطية. التحقت بجوقة الكروان العبلينية وأدت فيها بعض الأدوار الفردية. في عام 2003 شاركت في برنامج «عرفزيون» بأغنية خاصة لها، وهي أغنية "مقهانا"، من كلمات الشاعر الفلسطيني سميح القاسم وألحان نبيه عواد.
وفي سنة 2004 اختيرت وهي طالبة في كلية الحقوق في جامعة حيفا، للمشاركة والغناء في المشروع الموسيقي العالمي «يوث» (بالإنجليزية: Youth)‏ للسلام، الذي صدرت عنه أسطوانة موسيقية متعددة، برعاية الاتحاد الأوروبي. شاركت في عام 2007 في البرنامج التلفزيوني الإسرائيلي «نجم يولد»، وكانت عربية فلسطينية تشارك في برنامج مواهب في التلفزيون الإسرائيلي، وقد تمكنت من الوصول الى مراحله النهائية.
قدمت مع فرقتها «الرباعي طوقان» عروضًا مختلفة لأغان معروفة وأغان من تأليف أعضاء الفرقة، وقدمت أغان بلغات عدة، بأسلوب يجمع بين الموسيقى الشرقية والغربية. وأقامت الفرقة ورشات عمل ودورات تعليمية موسيقية، وتعاونت مع فنانين مثل جورج زامفير وألبا رامالو وغيرهم في عروض في مسارح البلاد ومسارح عالمية مثل: دار الأوبرا في مدينة ترييستي الإيطالية، وشاركت في مهرجانات عربية ودولية منها مهرجان جرش ومهرجان ريوموندي.

## ألبومات ومسرحيات
- في عام 2008 أصدرت ألبومها الأول ليلة الميلاد، أشرف عليه موسيقيا الفنان معين دانيال.[9]
- في عام 2012 قدمت مريم طوقان بالتعاون مع جمعية الكروان والمايسترو نبيه عواد العمل الغنائي المسرحي «عتمة نيسان»، بوحي من مسرحيات الرحابنة، وقامت مريم بالدور الرئيسي، المسرحية من تأليف وإخراج الياس مطر.[10]
- في عام 2013 شاركت مريم بدور رئيسي في العمل المسرحي "ابرة وخيط رفيع" لجمعية المنارة، وهو عمل جمع بين مريم وبين أشخاص من ذوي الإعاقة الذين قاموا بالتمثيل معها.[11]
- لمريم عدة أغان منفردة منها "أسرار"، و"حدنا سوا"، و"موال", و"احساس جديد" وهي بالعربية والاسبانية.
- شاركت في عام 2014 في أغنية «صلاة الأمهات»، للمغنية الإسرائيلية ياعيل ديكلباوم.[12]
- أصدرت ألبوم «نحن جيل الشباب»، بالتعاون مع مغني الراب سامح زقوط[13]، تضامنا مع الشباب العربي والربيع العربي في سوريا ومصر.[13]

## نشاطات سياسية
عملت طوقان مع منظمة نساء يصنعن السلام (بالإنجليزية: Women Wage Peace)‏ التي تشكلت أثناء حرب عام 2014 وشاركت فيها ناشطات عربيات وإسرائيليات، وأدين معا أغنية «صلاة الأمهات» للإسرائيلية ياعيل ديكلباوم، وقدمنها مجددا في أكتوبر 2016 في مسيرة ضمت 4000 سيدة عربية وإسرائيلية تجمعن شمال البحر الميت.
تعاونت أيضا مع مؤسسات نسوية محلية وعالمية في تنظيم قيادة مسيرات سلام ومؤتمرات في دول مختلفة منها اسبانيا (قرطبة، اشبيلية وقادس)، والبرازيل (كوريتيبا)،أيطاليا (بيرغامو)، وألمانيا (برلين)، وسويسرا (بيرن، زوريخ جينيف وكروزلينجن)، وفرنسا (نيم وطولوز).

## وصلات خارجية
- الموقع الرسمي

- "قناة يوتيوب الرسمية". مؤرشف من الأصل في 2020-05-16.

- "قناة Instagram الرسمية". مؤرشف من الأصل في 2020-05-16.
- "قناة Spotify الرسمية". مؤرشف من الأصل في 2019-11-09.